# Macrocyclische verbinding

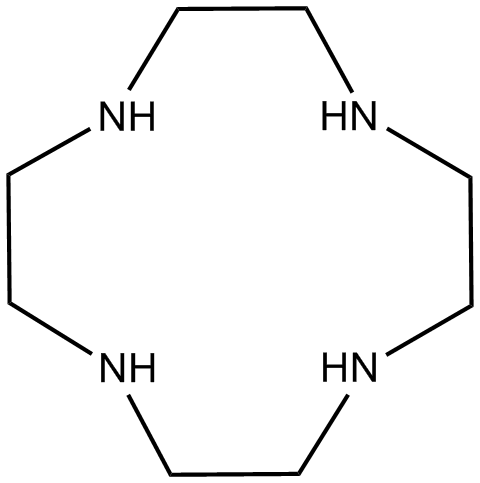
Structuurformule van cycleen, een macrocyclische verbinding die beschikt over 4 vrije elektronenparen (afkomstig van de stikstofatomen), waardoor het kan complexeren met een metaalion.

annuleen is een macrocyclische verbinding zonder vrije elektronenparen.

Een macrocyclische verbinding is een cyclische organische verbinding die volgens de IUPAC gedefinieerd wordt als een macromoleculaire cyclische verbinding of het macromoleculaire cyclische deel van een molecule. In de scheikundige literatuur worden macrocyclische verbindingen meestal beschouwd als cyclische moleculen die bestaan uit zeven of meer atomen. Door de coördinatiechemie wordt een macrocyclische verbinding beschouwd als een cyclische molecule die drie of meer potentiële donoratomen (liganden) bezit en kan complexeren met één of meerdere metaal-ionen.
Een typevoorbeeld van een macrocyclische verbinding is cycleen. Deze molecule bestaat uit een ring met twaalf atomen, waarvan vier stikstofatomen. Deze vier stikstofatomen beschikken over een vrij elektronenpaar, waarmee ze een metaalionen kunnen complexeren.
In de ringstructuur kunnen in plaats van atomen ook kleinere ringen (zoals benzeen) aanwezig zijn. Dit is het geval bij de meeste biologische macrocyclische verbindingen, zoals zinkprotoporfyrine.

## Macrocyclisch effect
Coördinatiechemici bestuderen macrocyclische verbindingen met drie of meer donoratomen in een ring met meer dan negen atomen, omdat ze meestal sterke en zeer specifieke coördinerende eigenschappen bezitten. Deze eigenschap van selectief coördinerende macrocyclische verbindingen wordt het macrocyclische effect genoemd en werd ontdekt in 1969. Dit macrocyclische effect is in feite een speciaal geval van het chelatie-effect: complexen van bidentate en polydentate liganden zijn stabieler dan complexen van unidentate liganden (met vergelijkbare donoratomen). Macrocyclische verbindingen beschikken over donoratomen die gerangschikt zijn in een eerder gefixeerde positie en ondervinden dus minder entropische effecten in bindingsenergie dan monodentate of bidentate liganden met eenzelfde aantal donoratomen. Ze zijn dus over het algemeen energetisch stabieler dan metaalcomplexen met vergelijkbare bindingssterkte of donoratomen.

## Synthese
Macrocyclische verbindingen worden over het algemeen gesynthetiseerd uit kleinere, meestal lineaire moleculen. Om de ring effectief te vormen zijn twee opties mogelijk:
- Een intermoleculaire reactie, waarbij twee onderdelen van de te vormen cyclische verbindingen worden samengebracht en met elkaar worden verbonden
- Een intramoleculaire reactie, waarbij het uiteinde van een molecule een ringsluitingsreactie aangaat met het begin van dezelfde molecule

Omdat de vorming van macrocyclische verbindingen gelijkaardig is aan die van polymeren, worden meestal stappen ondernomen om polymerisatie tegen te gaan. Meestal wordt dit gedaan door de macrocyclische verbindingen te vormen in kleine concentraties (veel oplosmiddel). De reagentia worden dan in zeer kleine hoeveelheden in de oplossing gebracht. Bij lagere concentraties heeft een molecule namelijk de neiging om met zichzelf te reageren eerder dan met een andere molecule. Hoewel dit een betrouwbare techniek lijkt, is dit een erg inefficiënt proces, gezien de grote hoeveelheden oplosmiddel die nodig zijn en de lage opbrengst.
Om een hoger rendement te bekomen bij grotere concentraties, worden de reactieve delen van de moleculen die de cyclische verbinding zullen vormen, zodanig georiënteerd dat ze ook daadwerkelijk een cyclisatie aangaan. Dit wordt meestal gedaan door transitiemetalen in te schakelen, die de lineaire moleculen zo rond zich complexeren dat de reactieve sites zeer dicht bij elkaar worden gebracht, zodat ze uiteindelijk binden. De keuze van het transitiemetaal hangt af van het aantal donoratomen dat zich in de uiteindelijke macrocyclische verbinding zal bevinden.

## Toepassingen
Macrocyclische verbindingen kennen tal van toepassingen:
- Verwijderen van zware metalen en metaalionen (door complexering) uit waterige oplossingen
- Als moleculaire schakelaars voor de constructie van moleculaire machines op nanoschaal (zoals rotaxanen)
- In chemische sensoren
- Mimicry (nabootsing) van cellulaire receptoren
- Moleculaire herkenning van peptiden en kleine organische moleculen
- In organische lichtemitterende diodes (OLED)

## Biologische macrocyclische verbindingen
Enkele biologische macrocyclische verbindingen zijn:
- Heemgroep: de actieve site van het hemoglobine, bestaande uit een centraal gecoördineerd ijzerion en een porfyrinering als ligand
- Chlorofyl: het fotosynthetische element uit de chloroplasten van planten, bestaande uit een chlorinering met een centraal gecoördineerd magnesium-ion
- Vitamine B12 (cobalamine): een van de vitamines, bestaande uit een corrinering en een centraal gecoördineerd kobalt-ion